# Hidrolasa
Una hidrolasa es una enzima capaz de catalizar la hidrólisis  de un enlace químico. Por ejemplo, una enzima que catalice la reacción siguiente será una hidrolasa:
A–B + H2O → A–OH + B–H

## Nomenclatura
La nomenclatura sistemática denomina a estas enzimas como sustrato hidrolasa; no obstante, aún se emplea la nomenclatura tradicional de sustratoasa. Por ejemplo, el ácido nucleico hidrolasa se conoce como nucleasa.
Las enzimas digestivas pertenecen a esta categoría.

## Clasificación

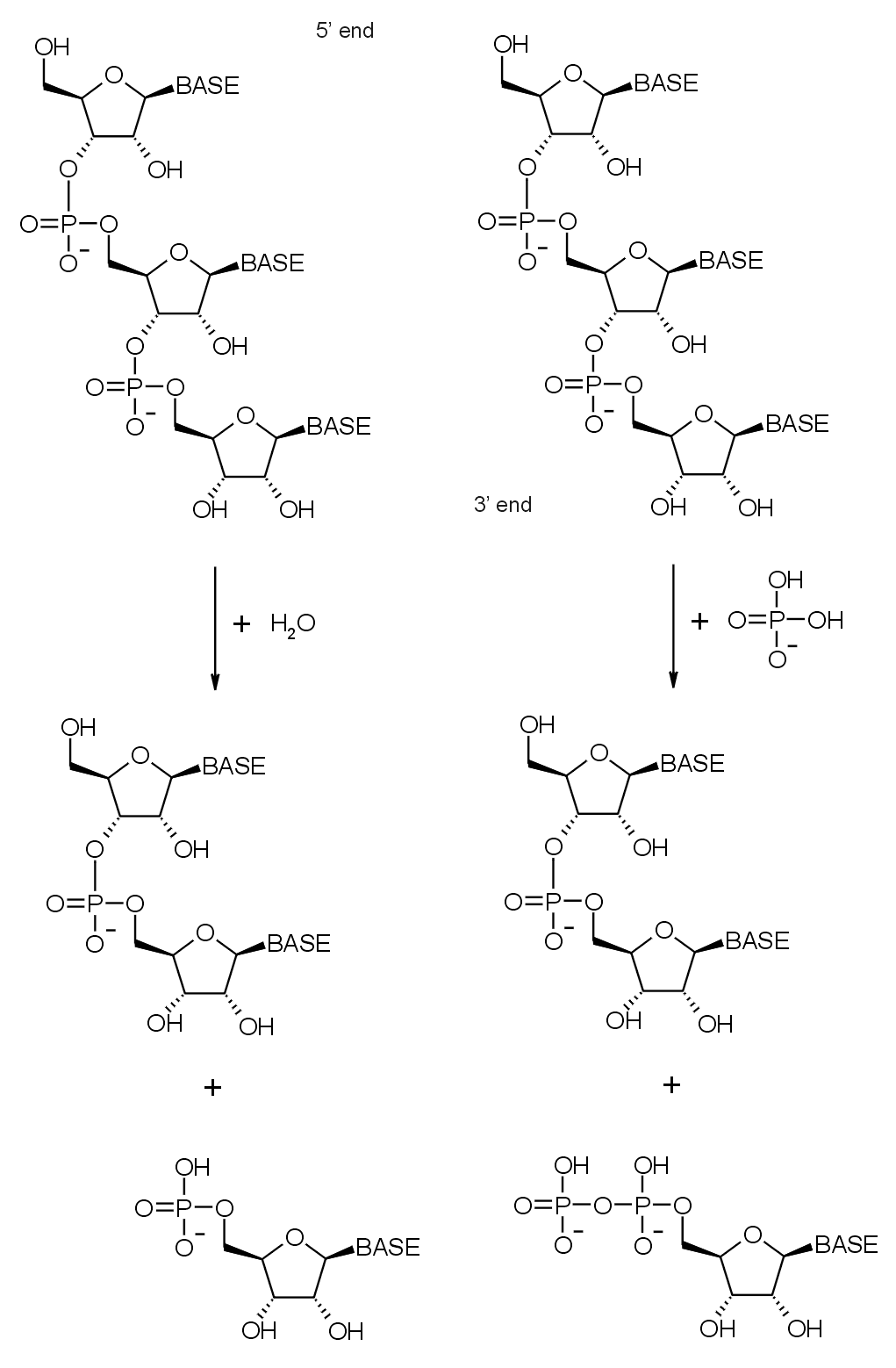
Diagramas de reacción de la degradación hidrolítica (izquierda) y fosforolítica (derecha) del extremo 3' del ARN.

Pertenecen a la categoría EC 3 en la numeración EC. Poseen como subclases:
- EC 3.1: Actúan sobre enlaces éster. (Esterasas, nucleasas, fosfodiesterasas, lipasas, fosfatasas)
- EC 3.2: Glucosidasas.
- EC 3.3: Actúan sobre enlaces éter.
- EC 3.4: Actúan sobre enlaces peptídicos. (Peptidasas)
- EC 3.5: Actúan sobre enlaces carbono-nitrógeno no peptídicos.(Arginasas)
- EC 3.6: Actúan sobre los anhídridos de los ácidos. (Helicasas, GTPasa)
- EC 3.7: Actúan sobre los enlaces carbono-carbono.
- EC 3.8: Actúan sobre los enlaces haluro.
- EC 3.9: hidrolizan enlaces P - N

EC 3.9.1.1 fosfoamidasa
EC 3.9.1.2 proteína arginina fosfatasa
EC 3.9.1.3 fosfohistidina fosfatasa
- EC 3.10: hidrolizan enlaces S - N

EC 3.10.1.1 N-sulfoglucosamina sulfohidrolasa
EC 3.10.1.2 ciclamato sulfohidrolasa
- EC 3.11 hidrolizan enlaces C - P

EC 3.11.1.1 fosfonoacetaldehído hidrolasa
EC 3.11.1.2 fosfonoacetato hidrolasa
EC 3.11.1.3 fosfonopiruvato hidrolasa
- EC 3.12 hidrolizan enlaces S - S

EC 3.12.1.1 tritionato hidrolasa
- EC 3.13 hidrolizan enlaces C - S

EC 3.13.1.1 UDP-sulfoquinovosa sintasa
EC 3.13.1.2 eliminada, transferida a EC 4.4.1.21
EC 3.13.1.3 2'-hidroxibifenil-2-sulfinato desulfinasa
EC 3.13.1.4 3-sulfinopropanoil-CoA desulfinasa
EC 3.13.1.5 carbon disulfide hidrolasa
EC 3.13.1.6 [proteína acarreadora de azufres]-S-L-cisteína hidrolasa
EC 3.13.1.7 carbonil sulfuro hidrolasa
EC 3.13.1.8 S-adenosil-L-metionina hidrolasa (forma adenosina)